# Абхазско-донецкие отношения
Абхазско-донецкие отношения — двусторонние дипломатические отношения между частично признанными Республикой Абхазия и Донецкой Народной Республикой. Были установлены 9 марта 2022 года. Прекратились 30 сентября того же года, когда территории Донецкой области были аннексированы Россией вместе с другими занятыми в ходе вторжения в Украину территориями.

## История
- 21 февраля 2022 года президент Абхазии Аслан Бжания сделал заявление о том, что Абхазия поддерживает признание Россией независимости Донецкой и Луганской народных республик (ДНР и ЛНР)[1][2][3].
- 23 февраля секретарь абхазского Совета безопасности Сергей Шамба сообщил, что Абхазия готова рассмотреть вопрос о признании ЛНР и ДНР в качестве независимых государств[4][5].
- 25 февраля Аслан Бжания подписал указы о признании независимости ДНР и ЛНР[6][7]. 9 марта были установлены дипломатические отношения путем обмена нотами[8][9][10].
- 2 сентября в посольстве Абхазии в России состоялась трехсторонняя встреча министра иностранных дел республики Инала Ардзинба, глав представительств ДНР и ЛНР в России Ольги Макеевой и Родиона Мирошника[11][12][13][14].

После одностороннего включения ДНР в состав Российской Федерации 30 сентября 2022 года дипломатические отношения между странами фактически прекратились.